# Ravi Shukla
Ravi Shukla (nacido el 4 de noviembre de 1983 en Calcuta, Bengala Occidental) es un cantante indio. Fue ganador del popular programa de televisión "Star Voice of India". También participó en diversas y primeras temporadas de Indian Idol.

## Biografía
Ravi es hijo de Radhey Shyam Shukla y Shukla Santosh, de Kolkata, Bengala Occidental. Su padre se dedicaba a los negocios y su madre como ama de casa. Tiene cuatro hermanas mayores, ambas felizmente casadas y se establecieron en Rajasthan. Ravi asistió a una Escuela Técnica miembro de los salesianos, Don Bosco en Liluah y se graduó de la universidad de San Javier, como estudiante de la Universidad de Calcuta.

## Carrera musical
En 2004, Ravi fue seleccionado para el concurso de canto, India Idol, en su primera temporada. Aunque no pudo llegar a la cima, aunque en casi particular era el punto de inflexión de su carrera. A partir de entonces, no había retrocedido atrás en busca de este valiente y talentoso cantante.
Comenzó a tomar clases de canto en el conserbatorio de Pandit Jayanto Bose en junio de 2005. Un año después realizó una gira internacional en los Estados Unidos durante 7 meses y actuó en muchas grandes ciudades. También aprendió música en el Sa Re Ga Ma Pa Dha Ni Sa una Academia en Mumbai.